# 绍兴蔡元培故居
30°00′34″N 120°34′46″E / 30.00944°N 120.57944°E
绍兴蔡元培故居位于中国浙江省绍兴市越城区萧山街笔飞弄13号，是蔡元培出生并成长的地方，2001年被列为第五批全国重点文物保护单位。绍兴蔡元培故居位于蕺山历史文化街区（书圣故里）。
故居为具有明清风格的绍兴传统台门建筑，占地面积1856平方米，建筑面积1080平方米，砖木结构，分门厅、大厅和座楼三进，门厅坐西朝东，面阔三间，大厅和座楼坐北朝南，面阔五间，两侧有东西厢房均面阔三间。门厅和大厅具有明代建筑风格，为蔡元培祖父蔡嘉谟购置于清道光年间，后增筑座楼。